# Монтанж
Монта́нж (фр. Montanges) — коммуна во Франции, находится в регионе Рона — Альпы. Департамент коммуны — Эн. Входит в состав кантона Бельгард-сюр-Валзерин. Округ коммуны — Нантюа.
Код коммуны — 01257.

## Население
Население коммуны на 2010 год составляло 330 человек.
| 1962 | 1968 | 1975 | 1982 | 1990 | 1999 | 2010 |
| ---- | ---- | ---- | ---- | ---- | ---- | ---- |
| 225  | 226  | 192  | 191  | 248  | 282  | 330  |